# Granaster nutrix
Granaster nutrix is een zeester uit de familie Stichasteridae.
De wetenschappelijke naam van de soort werd in 1885 gepubliceerd door Théophile Rudolphe Studer.